# Chkaloviet

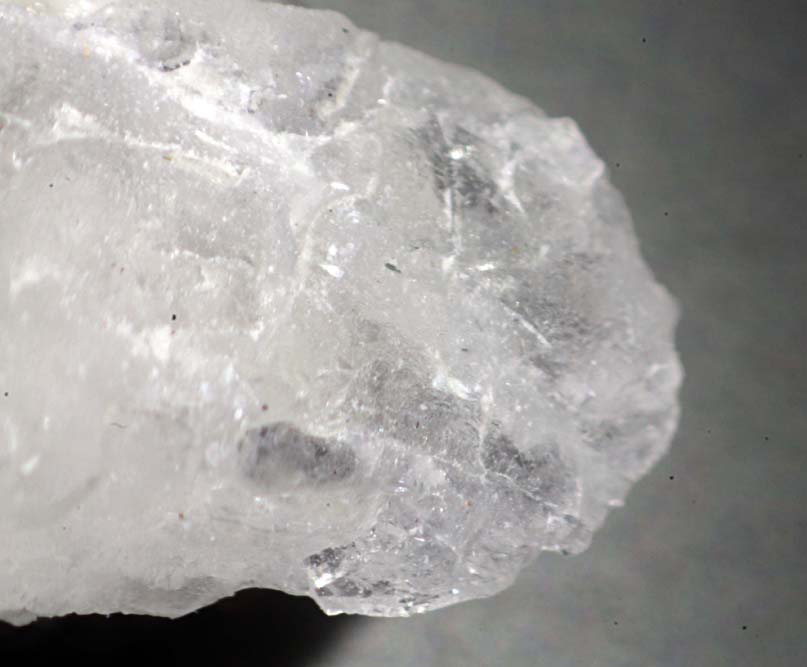
Chkaloviet

Het mineraal chkaloviet is een natrium-beryllium-silicaat met de chemische formule Na2BeSi2O6. Het behoort tot de inosilicaten.

## Eigenschappen
Het kleurloze of witte chkaloviet heeft een glas- tot vetglans en een witte streepkleur. Het kristalstelsel is orthorombisch en de splijting is onduidelijk volgens de kristalvlakken [0kl]. De gemiddelde dichtheid is 2,662 en de hardheid is 6. Chkaloviet is niet radioactief.

## Naamgeving
Het mineraal chkaloviet is genoemd naar de Rus Valerii Pavlovich Chkalov (1904), de eerste persoon die, in 1938, een non-stop vlucht van Moskou over de Noordpool naar de Verenigde Staten maakte.

## Voorkomen
Chkaloviet wordt, zoals de meeste berylliumhoudende mineralen, voornamelijk gevormd in pegmatieten. De typelocatie is Mt. Punkaruaiv in het Lovozero- en het Chibinen-massief op het schiereiland Kola, Rusland. Het wordt ook gevonden in Ilimaussaq, Tasseq, Groenland.